# Бережские говоры

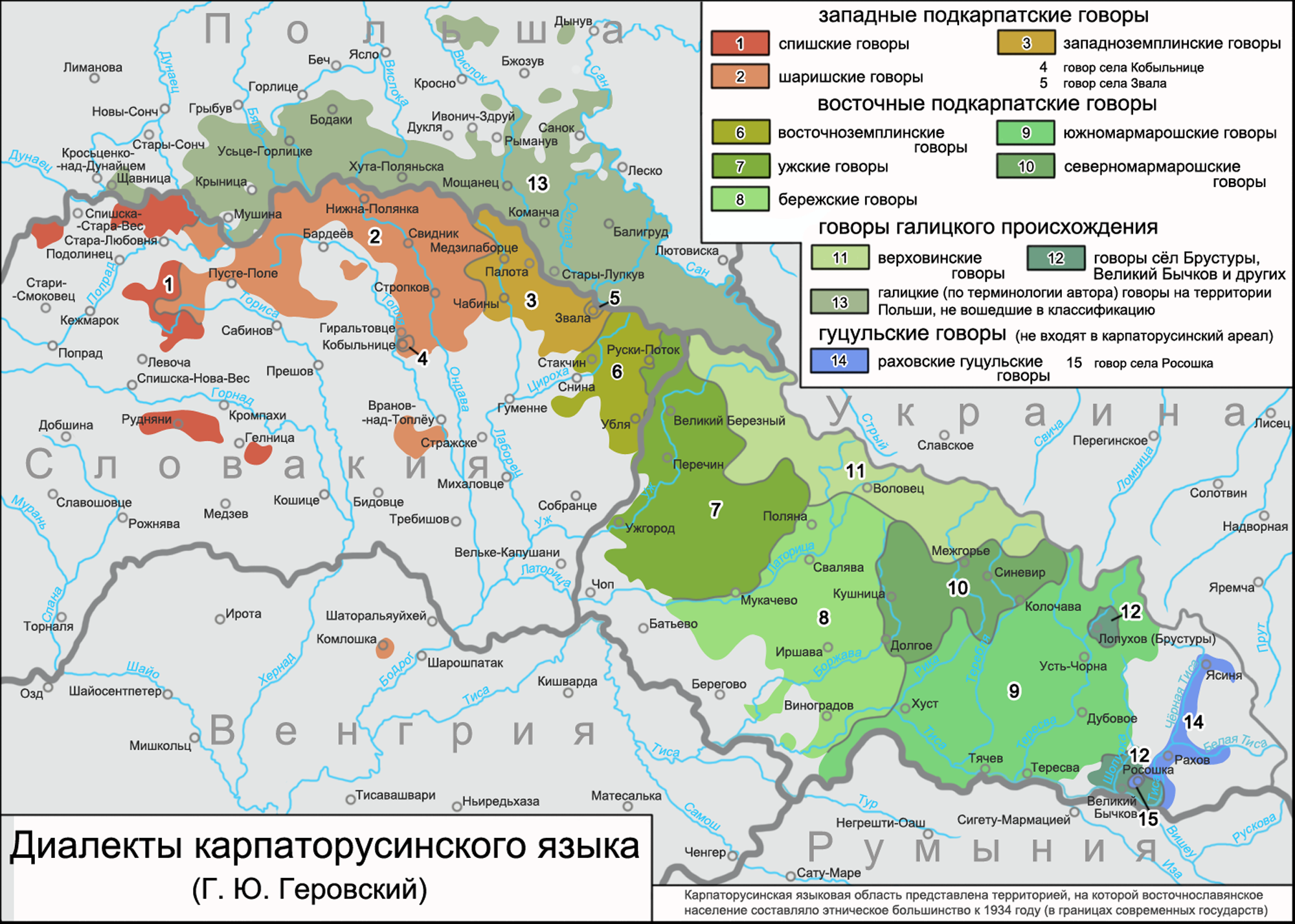
Область распространения бережских говоров на карте карпаторусинских диалектов (по классификации Г. Ю. Геровского)

Бе́режские го́воры или боржа́вские го́воры (также берегские говоры, надборжавско-латорицкие говоры, центральнозакарпатские говоры; русин. бережськый діалект, боржавскый діалект; укр. березькі говірки, боржавські говірки, надборжавсько-латорицькі говірки, центральнозакарпатські говірки) — восточнославянские говоры, распространённые в восточной части Мукачевского района, в юго-западной части Хустского района и в крайне восточной части Береговского района Закарпатской области Украины. Выделяются в классификациях Г. Ю. Геровского и И. А. Дзендзелевского (как «боржавские») примерно в одинаковых границах. Рассматриваются как часть закарпатской группы говоров юго-западного наречия украинского языка или как часть восточного диалектного ареала карпаторусинского языка. Г. Ю. Геровский включал бережские говоры в состав подкарпаторусского диалекта малорусского наречия русского языка.

## Область распространения
Бережские говоры сформировались на большей части территории Бережского комитата и в северо-западной части территории Угочского комитата Венгерского королевства. По описанию Г. Ю. Геровского на востоке ареал бережских говоров граничит с ареалом южномармарошских говоров — их разделяет горный хребет, тянущийся вдоль реки Рика. При этом на юго-востоке к бережским относятся говоры, размещённые в окрестностях Виноградова (Севлюша) на правобережье Тисы, и говор села Чума (Затисовка) — на левобережье Тисы. Также бережский ареал на востоке граничит с северномармарошским ареалом — граница между этими ареалами проходит от сёл Имстичово и Луково в долине реки Боржавы на север по направлению к селу Россошь. Северная граница ареала бережских говоров достигает села Ганьковица в верхнем течении реки Латорицы и села Уклин в среднем течении реки Малая Пиня. На западе граница бережского ареала тянется от Уклина через сёла Поляна, Обава, Косино, Шелестово (в настоящее время — часть Кольчина), затем — по реке Вызница к селу Росвигову (в настоящее время — район Мукачева). Далее граница тянется от города Мукачева на запад по течению реки Латорицы через сёла Старое Давыдково и Великие Лучки. На юго-западе граница бережского диалектного региона совпадает с границей распространения венгерского и русинского языков. В пределах ареала бережских говоров размещены такие населённые пункты, как Мукачево, Виноградов, Свалява, Иршава, Великие Лучки, Чинадиево, Великие Комяты, Рокосово, Осой, Страбичово, Вилок, Малый Раковец, Голубиное, Имстичово, Ключарки, Загатье, Россошь, Жнятино, Луково, Сусково и другие.

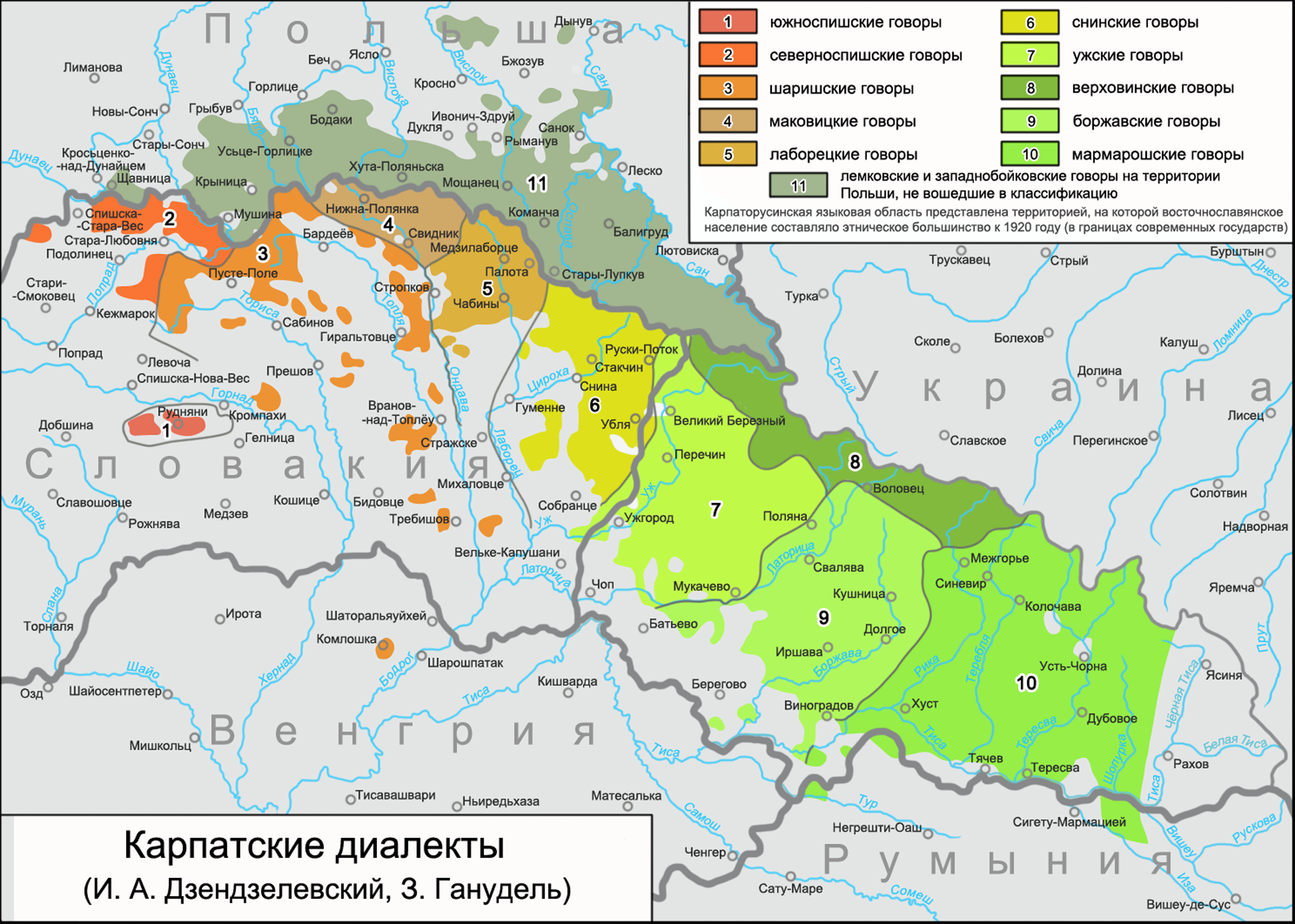
Область распространения бережских (боржавских) говоров на карте карпатского диалектного региона (по классификации И. А. Дзендзелевского)

По современному административно-территориальному делению Украины, ареал бережских говоров расположен в пределах восточной и южной частей территории Мукачевского района, юго-западной части территории Хустского района и крайне восточной части территории Береговского района Закарпатской области.
Согласно диалектологической карте подкарпаторусского диалекта Г. Ю. Геровского, область распространения бережских говоров на юго-востоке граничит с ареалом южномармарошских говоров, на северо-востоке — с ареалом северномармарошских говоров, на севере — с ареалом верховинских говоров, на западе — с ареалом ужских говоров. С юго-запада к бережским говорам примыкает ареал венгерского языка.
Ареал бережских говоров на карте Г. Ю. Геровского в целом повторяет очертания ареала бережских (или боржавских) говоров на карте диалектного членения закарпатского региона, предложенной И. А. Дзендзелевским. Исключение составляет небольшой район на левом берегу Боржавы, который у Г. Ю. Геровского входит в ареал северномармарошских говоров, а у И. А. Дзендзелевского относится к бережским говорам.

## Диалектные особенности
Основным диалектным признаком, по которому бережская (боржавская) группа говоров выделяется в закарпатском регионе, является распространение континуантов этимологических гласных о и е в новозакрытом слоге — ÿ, ’ÿ: кÿн’ «конь», вÿл «вол»; мн‘ÿд (наряду с мед) «мёд», л‘ÿд (наряду с лед) «лёд», н‘ÿс/нÿс «нёс», п‘ÿк/пÿк «пёк» (на месте е в ряде позиций также отмечается гласная i — ôс’ін’ «осень», піч «печь»).
Также в бережских говорах, согласно исследованиям Г. Ю. Геровского, отмечаются следующие диалектные черты:
- произношение гласной ы в позиции после заднеязычных к, г, х: кы́снути «киснуть», ру́кы «руки», но́гы «ноги», хы́жа «дом»; в крайне западной части бережского диалектного ареала — в долине Латорицы, включая окрестности Мукачева, в этой же позиции распространено произношение гласной и: ру́ки, но́ги, хи́жа;
- произношение гласной и после шипящих согласных: ши́ло «шило», ши́ти «шить», жи́то «рожь»; в долине Латорицы, включая окрестности Мукачева, после шипящих выступает гласная ы: шы́ло, шы́ти, жы́то;
- лабиализация гласной i (из ě) перед ў: д’ÿ́ўка «девушка, девка, дочь», хл’ÿў «хлев», гн’ÿў «гнев»; а также лабиализация i в слове прốтÿ́ў «против»;
- сохранение мягкости согласной ч: ч’и́стый «чистый», ч’у́ти «слышать»;
- распространение групп согласных шч и ждж на месте шт и жд: шчо «што», ко́жджий/ка́жджий «каждый»;
- наличие префикса вы- у имён и глаголов, выступающего в ряде случаев как -[у]: у́брати «выбрать», у́дати «выдать»;
- наличие флексии -и у имён прилагательных в форме именительного падежа множественного числа в большинстве говоров: золоты́й «золотой» > зôлôти́ «золотые», молоды́й «молодой» > мôлôди́ «молодые»;
- распространение у имён прилагательных и местоимений[~ 1] женского рода в формах дательного падежа единственного числа флексии -ÿў: тÿў дôбрÿў жôн’и́ «этой доброй женщине», мốjÿў ма́тери «моей матери» (в отличие, например, от южномармарошских форм туj до́бруj жôн’и́, моjу́j ма́тери);
- форма числительного «девяносто» — дêвяно́сто (в восточной части бережского ареала) и дêвядêся́т (в западной части бережского ареала);
- употребление на большей части бережской диалектной области, прежде всего, в южных говорах, форм глаголов прошедшего времени типа пл’ÿг «плёл» (от пл́ести «плести»), в’ÿг «вёл» (от ве́сти «вести»), м’ÿг «мёл» (от ме́сти «мести»), б’ÿг «бодал» (от бости́ «бодать»);
- распространение форм составного будущего времени глаголов типа бу́ду говори́ти «буду говорить», бу́ду ходи́ти «буду ходить»;
- употребление союза ож (реже — што) «что» — каза́ў ож (што) не зна́е «сказал, что не знает»;
- распространение в восточной части ареала бережских говоров таких же слов, что и в южномармарошских говорах: звêсть «известь», лиш «лишь, только», блÿ́до «блюдо» — к западу от Боржавы им противостоят варианты вапно́ «известь», лем «лишь, только» и ми́ска «блюдо», причём последнее слово распространено менее широко, вариант блÿ́до известно на территории почти до Мукачева; как и в южномармарошском, в бережском диалектном ареале употребляется слово клепа́ч «молот», но в значении «тащить» на месте южномармарошского смы́чити в бережском ареале распространено слово волочи́ти, в значении «смотреть» на месте южномармарошского ни́кати распространено слово позера́ти, в значении «юбка» на месте южномармарошского сви́та распространено слово сукма́н и т. д.

## В литературе
В текстах поэзии и прозы русинских литераторов, родившихся в бережском диалектном регионе, в разной мере представлены элементы родных говоров — у В. И. Молнара, И. Калинича, Ю. С. Чори, Р. Пищальника, М. В. Чикивди, И. Ю. Петровция. Все они используют графему ÿ, передающую характерный для бережских говоров звук [ÿ], который отмечается на месте праславянских *о и *е в новозакрытом слоге, причём у И. Ю. Петровция в текстах используется латинский вариант ü (дüвка «девушка», вичüр «вечер»). Графему ÿ использует также выходец из бережского диалектного региона русинский священник и общественный деятель Д. Д. Сидор (который включил её, в частности, в алфавит, представленный в издании 2005 года «Граматика русинського языка из Євангелієм от Матфея для русинôв Украйины, центральної Європы и Америкы»).

## Формирование языкового стандарта
По мнению исследователя русинского языка В. И. Падяка, в настоящее время одним из трёх вариантов закарпатско-русинского литературного стандарта, который имеет реальные шансы быть принятым и поддержанным большинством русинских общественных организаций Закарпатской области, является стандарт на основе бережских говоров (береґськый писемный стандарт). Активными сторонниками использования в закарпатско-русинской литературной норме фонетических, лексических и иных особенностей бережских говоров, а также включения буквы ÿ в закарпатскую письменность являются, в частности, известный русинский историк и лингвист Д. И. Поп и писатель и лексикограф Ю. С. Чори. Использовать в закарпатском алфавите букву ÿ предлагал также русинский писатель, языковед и общественный деятель М. И. Алмаший, активно занимавшийся в 2010-е годы вопросами кодификации закарпатско-русинской литературной нормы.